# Total Eclipse (album)
Pour les articles homonymes, voir Total Eclipse.
Albums de Black Moon
War Zone
(1999) Alter the Chemistry
(2006)
Total Eclipse est le troisième album studio de Black Moon, sorti le 7 octobre 2003.
L'album s'est classé 23e au Top Independent Albums et 47e au Top R&B/Hip-Hop Albums.

## Liste des titres
| No  | Titre                                                                       | Contient un (des) sample(s) de                                | Durée |
| --- | --------------------------------------------------------------------------- | ------------------------------------------------------------- | ----- |
| 1.  | Stay Real (Produit par Da Beatminerz)                                       | Seed of Love de Little Boy Blues                              | 5:20  |
| 2.  | Looking Down the Barrel (featuring Sean Price – Produit par MoSS)           | Betty Jean's Mama de Gator Creek                              | 3:57  |
| 3.  | The Fever (Produit par Tone Capone)                                         | Take Me Just as I Am de Lyn Collins                           | 1:12  |
| 4.  | Confusion (Produit par DJ Static)                                           | Our Road de Lee Oskar Check the Rhime de A Tribe Called Quest | 4:28  |
| 5.  | That'z The Way Shit Iz (featuring Cocoa Brovaz – Produit par Da Beatminerz) |                                                               | 3:12  |
| 6.  | Why We Act This Way (featuring Starang Wonduh – Produit par Nottz)          | The Aftermath of Love de Lalo Schifrin                        | 4:33  |
| 7.  | MC Everybody (Skit) (Produit par Da Beatminerz)                             |                                                               | 1:12  |
| 8.  | That'z How It Iz (Produit par Da Beatminerz)                                | Moroccan Nights de Mandrill                                   | 4:17  |
| 9.  | Stoned Iz The Way (Produit par Da Beatminerz)                               | How Long Before I'm Gone de Ten Wheel Drive                   | 4:21  |
| 10. | Ruck Is Dead (Skit) (Produit par Da Beatminerz)                             |                                                               | 0:17  |
| 11. | What Whould U Do? (featuring Sean Price – Produit par Da Beatminerz)        |                                                               | 3:15  |
| 12. | How We Do It (Produit par Kleph Dollaz)                                     |                                                               | 3:44  |
| 13. | Where It Goez Wrong (featuring Tek – Produit par Da Beatminerz)             | Love Gonna Pack Up (And Walk Out) des Persuaders              | 4:48  |
| 14. | Pressure Iz Tight (Produit par Da Beatminerz)                               | Get Up and Get Down des Dramatics                             | 3:36  |
| 15. | No Way (featuring Steele – Produit par Da Beatminerz)                       | I'll Wait des Parliaments                                     | 3:42  |
| 16. | This Goes Out to You (featuring Steele – Produit par Coptic)                |                                                               | 4:41  |

| 17. | Rush (Produit par Da Beatminerz) |  |